# Echte Frösche (Familie)

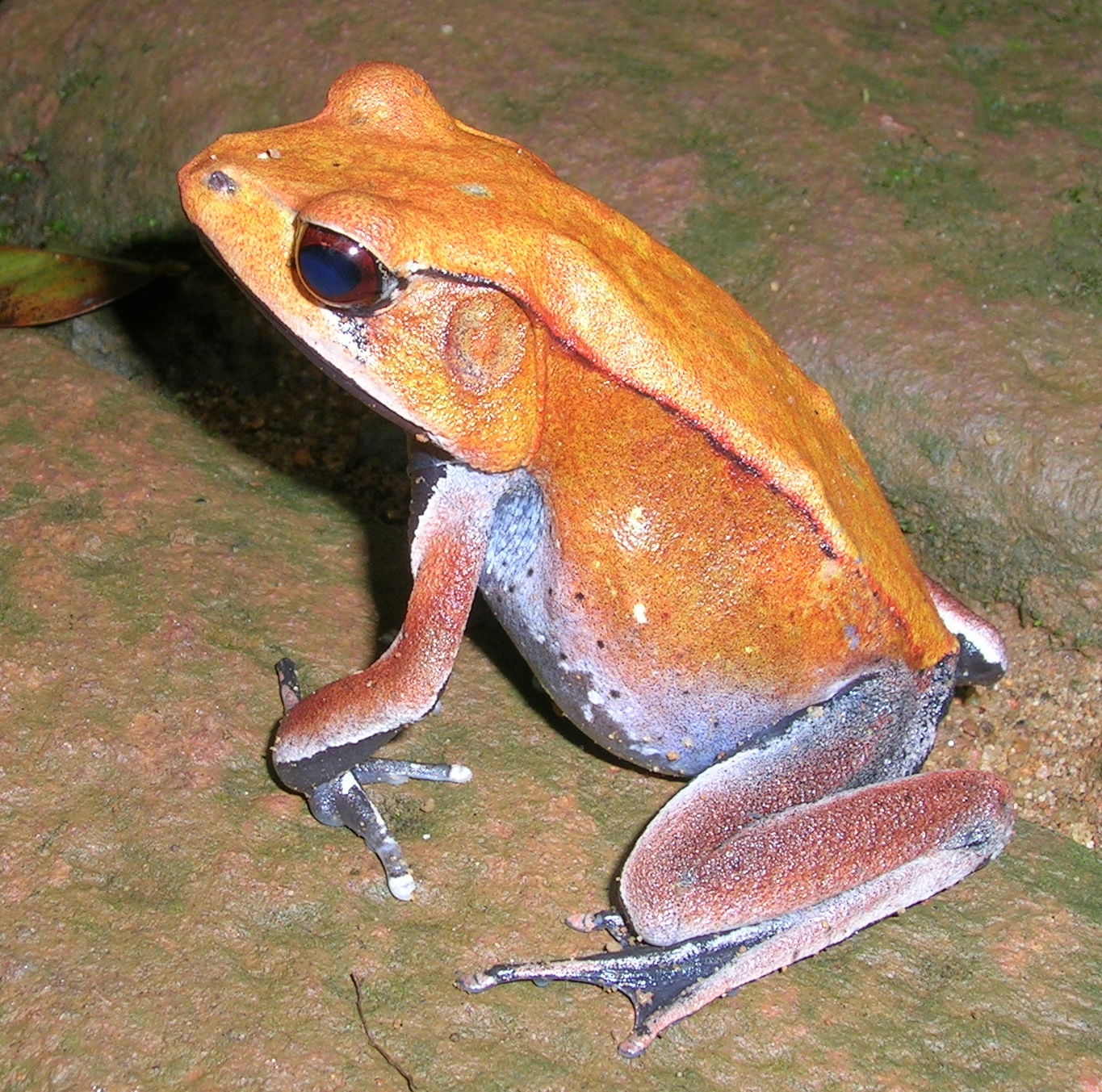
Clinotarsus curtipes

Die Echten Frösche (Ranidae) bilden eine Familie innerhalb der Froschlurche (Anura), die weltweit verbreitet ist. Auf Grönland, in der Antarktis, auf den Karibik-Inseln, in den Wüstengebieten Nordafrikas, auf der Arabischen Halbinsel sowie im mittleren und südlichen Südamerika und im größten Teil Australiens fehlt sie in der Natur.

## Merkmale
Vertreter dieser Familie werden zwischen fünf und mehr als 30 Zentimeter lang. Die früher mit rund 270 Arten umfangreichste Gattung der Familie waren die namensgebenden Echten Frösche, die jedoch nach einigen systematischen Umstellungen nur noch 53 Arten umfassen. Typischerweise legen die Ranidae ihren Laich in Gewässern ab und vollziehen eine indirekte Entwicklung über eine aquatile Kaulquappenphase.
Auf höherer taxonomischer Ebene wird der Begriff „Frosch“ nicht scharf eingegrenzt  – so wird er auch für Arten verwendet, die anderen Familien oder sogar einer anderen Unterordnung der Froschlurche angehören (vgl. beispielsweise: Krallenfrösche, Zipfelfrösche, Australische Südfrösche, Baumsteigerfrösche, Laubfrösche). Für den Begriff „Kröte“ gilt sinngemäß das Gleiche.

## Systematik und Taxonomie
Die Systematik der Familie Ranidae wird kontrovers diskutiert. Es finden sich stark abweichende Darstellungen ihrer taxonomischen Gliederung. Im Jahr 2009 wurden bei Amphibiaweb 50 Gattungen mit mehr als 850 Arten aufgelistet. In dieser Form handelte es sich jedoch um ein paraphyletisches Sammeltaxon. Daher wurden viele Gattungen anderen, teilweise neu geschaffenen Familien zugeordnet: Ceratobatrachidae, Conrauidae, Dicroglossidae, Micrixalidae, Nyctibatrachidae, Petropedetidae, Phrynobatrachidae, Ptychadenidae, Pyxicephalidae und Ranixalidae. Die Familie Ranidae umfasste daher Ende 2020 nur rund 415 Arten. Viele frühere Artengruppen innerhalb der Gattung Rana wurden zu eigenen Gattungen erhoben, beispielsweise die auch in Mitteleuropa vertretenen Wasserfrösche unter dem Gattungsnamen Pelophylax. In der Gattung Rana selbst verblieben noch etwas mehr als 50 Arten.

## Gattungen
Die Familie umfasst 21 Gattungen mit insgesamt 461 Arten nach „Amphibian Species of the World“:
Stand: 15. April 2025
- Gattung Amerana Dubois, 1992 (8 Arten)
- Gattung Amolops Cope, 1865 – Kaskadenfrösche (87 Arten)
- Gattung Aquarana Dubois, 1992 (7 Arten)
- Gattung Babina Thompson, 1912 (2 Arten, z. B. Babina subaspera (Barbour, 1908))
- Gattung Boreorana Dubois, Ohler & Pyron, 2021 (monotypisch; einzige Art: Boreorana sylvatica (LeConte, 1825))
- Gattung Clinotarsus Mivart, 1869 (3 Arten)
- Gattung Glandirana Fei, Ye & Huang, 1990 (6 Arten)
- Gattung Huia Yang, 1991 (monotypisch; einzige Art: Huia cavitympanum (Boulenger, 1893))
- Gattung Hylarana Tschudi, 1838 (107 Arten, z. B. der Australische Waldfrosch)
- Gattung Lithobates Fitzinger, 1843 (47 Arten, z. B. der Nordamerikanische Ochsenfrosch)
- Gattung Liuhurana Fei, Ye, Jiang, Dubois & Ohler, 2010 (monotypisch; einzige Art: Liuhurana shuchinae (Liu, 1950))
- Gattung Meristogenys Yang, 1991 (13 Arten)
- Gattung Nidirana Dubois, 1992 (22 Arten)
- Gattung Odorrana Fei, Ye & Huang, 1990 (67 Arten, z. B. Odorrana amamiensis (Matsui, 1994))
- Gattung Pelophylax Fitzinger, 1843 (13 Arten)
- Gattung Pseudorana Fei, Ye & Huang, 1990 (monotypisch; einzige Art: Pseudorana weiningensis Liu, Hu & Yang, 1962)
- Gattung Rana Linnaeus, 1758 – Echte Frösche (54 Arten)
- Gattung Sanguirana Dubois, 1992 (8 Arten)
- Gattung Staurois Cope, 1865 (6 Arten)
- Gattung Sumaterana Arifin, Smart, Hertwig, Smith, Iskandar & Haas, 2018[2] (3 Arten)
- Gattung Wijayarana Arifin, Chan, Smart, Hertwig, Smith, Iskandar & Haas, 2021[3] (5 Arten)

Einige ehemals aufgestellte Gattungen der Ranidae wurden mit der Gattung Hylarana synonymisiert:
- Gattung Abavorana Oliver, Prendini, Kraus & Raxworthy, 2015 mit 3 Arten
- Gattung Amnirana Dubois, 1992
- Gattung Chalcorana Dubois, 1992
- Gattung Humerana Dubois, 1992
- Gattung Hydrophylax Fitzinger, 1843
- Gattung Indosylvirana Oliver, Prendini, Kraus & Raxworthy, 2015
- Gattung Papurana Dubois, 1992
- Gattung Pulchrana Dubois, 1992
- Gattung Sylvirana Dubois, 1992

in die Familie Ceratobatrachidae ausgelagert
- Gattung Alcalus[4]
- Gattung Cornufer Tschudi, 1838 = Ceratobatrachus Boulenger, 1884
- Gattung Platymantis Günther, 1859
- Gattung Liurana

in die Familie Conrauidae ausgelagert
- Gattung Conraua Nieden, 1908
  - Art Goliathfrosch (Conraua goliath)

in die Familie Dicroglossidae ausgelagert
- Gattung Euphlyctis Fitzinger, 1843
- Gattung Fejervarya Bolkay, 1915
  - Art Fejervarya sakishimensis
- Gattung Hoplobatrachus Peters, 1863
- Gattung Limnonectes Fitzinger, 1843
- Gattung Nannophrys Günther, 1869
- Gattung Nanorana Günther, 1896
- Gattung Sphaerotheca Günther, 1859
- Gattung Ingerana Dubois, 1987
- Gattung Occidozyga Kuhl & Hasselt, 1822

Die Gattung Minervarya Dubois, Ohler & Biju, 2001 wurde 2015 mit der Gattung Fejervarya Bolkay, 1915 synonymisiert.
in die Familie Micrixalidae ausgelagert
- Gattung Micrixalus Boulenger, 1888

in die Familie Nyctibatrachidae ausgelagert
- Gattung Lankanectes Dubois & Ohler, 2001
- Gattung Nyctibatrachus Boulenger, 1882

in die Familie Petropedetidae ausgelagert
- Gattung Petropedetes Reichenow, 1874
- Gattung Arthroleptides Nieden, 1911 "1910"; 2014 aus der Gattung Petropedetes ausgelagert
- Gattung Ericabatrachus Largen, 1991

in die Familie Phrynobatrachidae ausgelagert
- Gattung Phrynobatrachus Günther, 1862

in die Familie Ptychadenidae ausgelagert
- Gattung Hildebrandtia Nieden, 1907
- Gattung Lanzarana Clarke, 1982 (monotypisch)
- Gattung Ptychadena Boulenger, 1917

in die Familie Pyxicephalidae ausgelagert
- Gattung Amietia Dubois, 1987
- Gattung Anhydrophryne Hewitt, 1919
- Gattung Arthroleptella Hewitt, 1926
- Gattung Aubria Boulenger, 1917
- Gattung Cacosternum Boulenger, 1887
- Gattung Ericabatrachus Largen, 1991
- Gattung Microbatrachella Hewitt, 1926
- Gattung Natalobatrachus Hewitt & Methuen, 1912
- Gattung Nothophryne Poynton, 1963
- Gattung Poyntonia Channing & Boycott, 1989
- Gattung Pyxicephalus Tschudi, 1838 – Grabfrösche – z. B. der Afrikanische Ochsenfrosch
  - Art Afrikanischer Ochsenfrosch (Pyxicephalus adspersus)
- Gattung Strongylopus Tschudi, 1838
- Gattung Tomopterna Duméril & Bibron, 1841

in die Familie Ranixalidae ausgelagert
- Gattung Indirana Laurent, 1986

- Discodeles Boulenger, 1918 aus der Familie Ceratobatrachidae wird als Untergattung von Cornufer angesehen.
- Gattung Pterorana Kiyasetuo & Khare, 1986 (monotypisch) wurde in die Gattung Hylarana gestellt.